# Romy Achituv
Romy Achituv   (Roma, 1958) és una artista multimèdia experimental italiana. Achituv és coneguda per la seva obra "Text Rain", feta en col·laboració amb Camille Utterback i per la seva obra "The Garden Library Database Visualization Project", creada amb Arteam, un grup artístic interdisciplinari.

## Biografia
Achituv va néixer a Roma, Itàlia. Viu i treballa entre Israel, la Ciutat de Nova York, i Seül, a Corea del Sud. Té obra a la col·lecció del Museu Smithsonian d'Art americà (Washington DC).